# Hieracium chlorolepidotum
Hieracium chlorolepidotum es una especie de planta con flor del género Hieracium, de la familia Asteraceae, orden Asterales.

## Distribución
Hieracium chlorolepidotum se distribuye por Islandia y Noruega.

## Taxonomía
Fue descrita científicamente por Ósk. Fue publicada en Vísindafj. Íslend. 37: 55 (1966).